# پلیزنت پلینز (آلاباما)
پلیزنت پلینز (به انگلیسی: Pleasant Plains) یک منطقهٔ مسکونی در ایالات متحده آمریکا است که در شهرستان هیوستون، آلاباما واقع شده‌است. پلیزنت پلینز ۸۵٫۹۵ متر بالاتر از سطح دریا واقع شده‌است.